# Чермошнянка
Чермошня́нка (каз. Чермошнянка) — село у складі Тайиншинського району Північноказахстанської області Казахстану. Адміністративний центр Чермошнянського сільського округу.
Населення — 617 осіб (2021; 824 у 2009, 1016 у 1999, 1065 у 1989).
Національний склад станом на 1989 рік:
- росіяни — 37 %
- казахи — 24 %.

До складу села було включене ліквідоване село Щедрінка.